# Acratosaura mentalis
Acratosaura mentalis — вид ящірок родини гімнофтальмових (Gymnophthalmidae). Ендемік Бразилії.

## Поширення і екологія
Acratosaura mentalis мешкають на північному сході Бразилії, в штатах Піауї, Ріу-Гранді-ду-Норті, Параїба, Пернамбуку, Алагоас, Сержипі, Баїя і Мінас-Жерайс. Вони живуть в саванах серрадо і сухих заростях каатинги, трапляються у вологих атлантичних лісах.